# Chlorocardium rodiei
Chlorocardium rodiei (zelené srdce, anglicky greenheart) je druh kvetoucí rostliny z čeledi Lauraceae. Je jedním ze dvou druhů rodu Chlorocardium. Pochází z Guyany a Surinamu v Jižní Americe. Mezi další běžné anglické názvy patří cogwood, demerara greenheart, greenhart, ispingo moena (španělsky), sipiri, bebeeru a bibiru.
Je to stálezelený strom dorůstající výšky 15 až 30 m a průměru kmene 35 až 60 cm. Listy jsou opačně uspořádané a jednoduché s hladkými okraji. Plodem je peckovice s jedním semenem. Jádrové dřevo je světle až tmavě olivově zelené nebo načernalé, často s prolínáním světlejších a tmavších ploch. Dřevo je velmi pružné, houževnaté, husté, velmi trvanlivé a odolné proti termitům a mořským červotočům.
Z tohoto druhu byl poprvé izolován cyklický bisbenzylisochinolinový alkaloid rodiasin. Dřevo je mimořádně tvrdé a pevné, mimořádně těžké (potápí se ve vodě), tak tvrdé, že se nedá opracovávat běžnými nástroji. Je odolné v mořských podmínkách, takže se používá na stavbu doků a dalších konstrukcí, a v počátcích se z něj vyráběly muškařské pruty. Odhaduje se, že bylo vytěženo 15 až 28 % původní populace. Tento druh se začal komerčně využívat jako dřevo koncem 18. století, ale většina těžby probíhá od roku 1967, kdy se začaly používat motorové pily.
Často je vyhledáván jako stavební materiál v některých částech Karibiku, kde jsou dřevokazní mravenci v běžných borovicových konstrukcích problematičtí. Používalo se také na stavbu přístavních bran v Liverpoolu, například přístavní brány v Manchesteru. Hojně se používal jako námořní piloty, protože je velmi odolný vůči mořským vilejšům. Je také velmi hustý a neplave, proto vyžaduje speciální úpravu vodní dopravy a nakládá se na speciálně zkonstruované pontony pro přepravu na pilu nebo přímou přepravu do zámoří. Jako řezivo vyžaduje speciální úpravu a pily se zuby z karbidu wolframu, protože standardní ocelové pilové kotouče nelze udržet dostatečně ostré, aby bylo možné řezat přiměřené množství.